# Associazione Calcio Massiminiana 1968-1969
Questa pagina raccoglie le informazioni riguardanti l'Associazione Calcio Massiminiana nelle competizioni ufficiali della stagione 1968-1969.

## Rosa
| N. |                   | Ruolo | Calciatore         |
| -- | ----------------- | ----- | ------------------ |
|    | Italia (bandiera) | A     | Nello Campagiorni  |
|    | Italia (bandiera) | D     | Riccardo Carleschi |
|    | Italia (bandiera) | C     | Francesco Ciraolo  |
|    | Italia (bandiera) | D     | Vincenzo Da Rold   |
|    | Italia (bandiera) |       | Elio De Vincolis   |
|    | Italia (bandiera) | A     | Renzo Di Pietro    |
|    | Italia (bandiera) | A     | Maurizio Dolci     |
|    | Italia (bandiera) | C     | Giuseppe Giacoppo  |
|    | Italia (bandiera) | D     | Amedeo Marin       |
|    | Italia (bandiera) | D     | Orazio Panebianco  |
|    | Italia (bandiera) | P     | Elio Parisi        |

| N. |                   | Ruolo | Calciatore         |
| -- | ----------------- | ----- | ------------------ |
|    | Italia (bandiera) | C     | Franco Polizzo     |
|    | Italia (bandiera) | P     | Cesare Pozzi       |
|    | Italia (bandiera) | D     | Leonardo Regalino  |
|    | Italia (bandiera) | C     | Mario Samperi      |
|    | Italia (bandiera) | C     | Francesco Sclafani |
|    | Italia (bandiera) | D     | Michele Sframeli   |
|    | Italia (bandiera) | C     | Massimo Silvestri  |
|    | Italia (bandiera) | C     | Antonio Toma       |
|    | Italia (bandiera) | A     | Domenico Ventura   |
|    | Italia (bandiera) | A     | Franco Zanellato   |